# ماري ديس
ماري ديس (بالإنجليزية: Mary Dees)‏ هي ممثلة أمريكية، ولدت في 3 يونيو 1911 في سيراكيوز في الولايات المتحدة، وتوفيت في 4 أغسطس 2004 في ليك وورث في الولايات المتحدة بسبب مرض.

## وصلات خارجية
- ماري ديس على موقع IMDb (الإنجليزية)
- ماري ديس على موقع قاعدة بيانات الفيلم (الإنجليزية)